# Luncani, Harghita
Luncani este o localitate componentă a municipiului Toplița din județul Harghita, Transilvania, România.

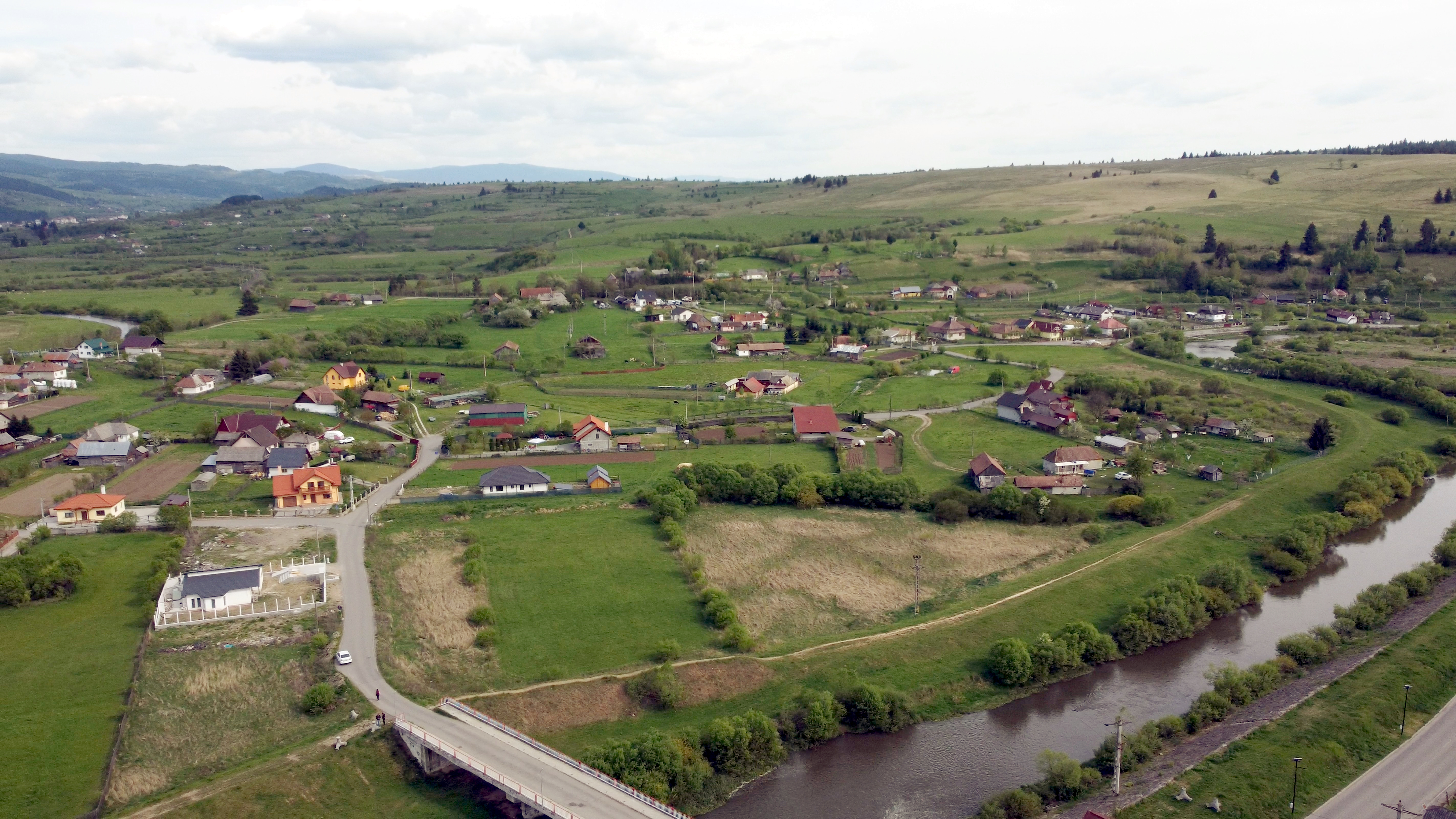

 Acest articol despre o localitate din județul Harghita este deocamdată un ciot. Puteți ajuta Wikipedia prin completarea lui.